# 鮫川
鮫川（さめがわ）は、福島県東白川郡鮫川村松曾根山を水源とし、いわき市錦町で太平洋に注ぐ二級河川である。

## 概要
およそ30本の支流を持ち、特に入遠野川、四時川などは大きく、水量も多い。鮫川の上流に鮫川村という村があるが、元々は下流にも鮫川村が存在していた。

## 流域の自治体
福島県
東白川郡鮫川村、塙町、石川郡石川町、古殿町、いわき市
茨城県
北茨城市

## 支流
下流より記載
- 中田川
- 渋川
  - 江畑川
- 天神川
  - 根小屋川
- 山田川
- 余木田川
- 四時川
- 荷路夫川
- 深山口川
- 上遠野川
  - 根本川
- 入遠野川
  - 折松川
- 戸草川
- 大松川
- 大久田川
- 小松川
- 大平川
- 九竜川
- 組矢川
- 内ヶ竜川

## 主な橋梁
いわき市
- 鮫川大橋 - 国道6号常磐バイパス
- 鮫川橋 - 福島県道56号常磐勿来線
- 鮫川橋梁 - JR常磐線
- 江栗大橋 - 福島県道10号日立いわき線
- 鮫川橋 - 常磐自動車道
- 沼部橋 - 一級市道150084号山田沼部線
- 川原大橋 - 福島県道105号旅人勿来線
- 井戸沢橋 - 一般市道031168号大谷井戸沢線
- 滝神橋 - 一般市道070192号表峰岸線
- 十三枚橋 - 一級市道150075号白幡井戸沢線
- 滝大橋 - 一般市道070151号才ノ神山崎線
- 柿の沢橋 - 福島県道134号皿貝勿来停車場線
- 弓ながし橋 - 福島県道14号いわき石川線才鉢工区
- 才鉢橋 - 福島県道14号いわき石川線才鉢工区
- 古畑橋 - 福島県道14号いわき石川線才鉢工区
- 長畑橋 - 福島県道14号いわき石川線才鉢工区
- 神山橋 - 福島県道14号いわき石川線才鉢工区
- 蕨平橋 - 一般市道110001号石住蕨平線

古殿町
- 仁田橋 - 一般町道仁田線
- 八ヶ久保橋 - 八ヶ久保北向線
- 大原小学校橋 - 一般町道尾大原小学校線
- 大原橋 - 福島県道135号三株下市萱小川線
- 片敷橋 - 一般町道大原馬場線
- 馬場橋 - 一般町道馬場集り線
- 西渡橋 - 一般町道前木西渡線
- 諏訪大橋 - 一般町道才竜内西渡線
- 戸倉内橋 - 一般町道才竜内戸倉内線
- 才竜内橋 - 一般町道大子山竹ノ内線
- 荷市場橋 - 一般町道横川集り線
- 大石橋 - 一般町道横川荷市場線
- 唐沢橋 - 一般町道桑原新陣馬線
- 大道作橋 - 一般町道桑原大作線
- 横小路橋 - 一般町道竹貫林ノ入線
- 照天橋 - 一般町道古町線
- 青柳橋 - 二級町道青柳松森線
- 青柳上橋 - 一般町道中居青柳線
- 下房橋
- 松岩橋 - 一般町道長光地下房線
- 長光地橋 - 一般町道長光地広沢線
- 広沢橋 - 一般町道鶴巻広沢線
- 沢大橋 - 一般町道沢集り線
- 明内橋 - 一般町道沢明内線

鮫川村
- 新宿下橋 - 二級村道新宿古殿線
- 新宿橋 - 一級村道新宿広畑線
  - 全長：15.1 m
  - 幅員：6.0（10.0） m
  - 形式：PC単純プレテンT桁橋
  - 竣工：1998年度
    - 鮫川村中心部の赤坂中野字新宿に位置する。鮫川河川改修工事と当時の国道349号橋梁整備事業との合併施工で建設された。鮫川バイパス開通に伴い現在は鮫川村道に移管されている。総工費は6660万円[1]。
- 壇の岡橋 - 二級村道巡ヶ作線
- 湯の下橋 - 福島県道71号勿来浅川線
- 湯の田橋 - 国道349号鮫川バイパス
- 蕨ノ草橋 - 一般村道蕨ノ草大竹線
- 草木橋 - 一般村道蕨ノ草大竹線

## 施設
- 本流
  - 高柴ダム、鮫川橋、鮫川大橋、強滝遊歩道、鮫川水質管理事務局など
- 支流
  - 四時ダム、入遠野ダム、山玉浄水場、渋川関（現水路）など

### 河川施設一覧
| 一次 支川 （本川） | 二次 支川 | 三次 支川 | ダム名   | 堤高 (m) | 総貯水 容量 (千m3) | 型式         | 事業者 | 備考 [位置]                                                                           |
| ------------------ | --------- | --------- | -------- | -------- | ------------------ | ------------ | ------ | ------------------------------------------------------------------------------------- |
| 鮫川               | －        | －        | 高柴ダム | 59.5     | 12,700             | 重力式       | 福島県 | 北緯36度54分20秒 東経140度43分05秒 / 北緯36.90561432033799度 東経140.71803784790998度 |
| 四時川（鮫川）     | －        | －        | 四時ダム | 83.5     | 12,100             | ロックフィル | 福島県 | 北緯36度54分20秒 東経140度43分05秒 / 北緯36.90561432033799度 東経140.71803784790998度 |

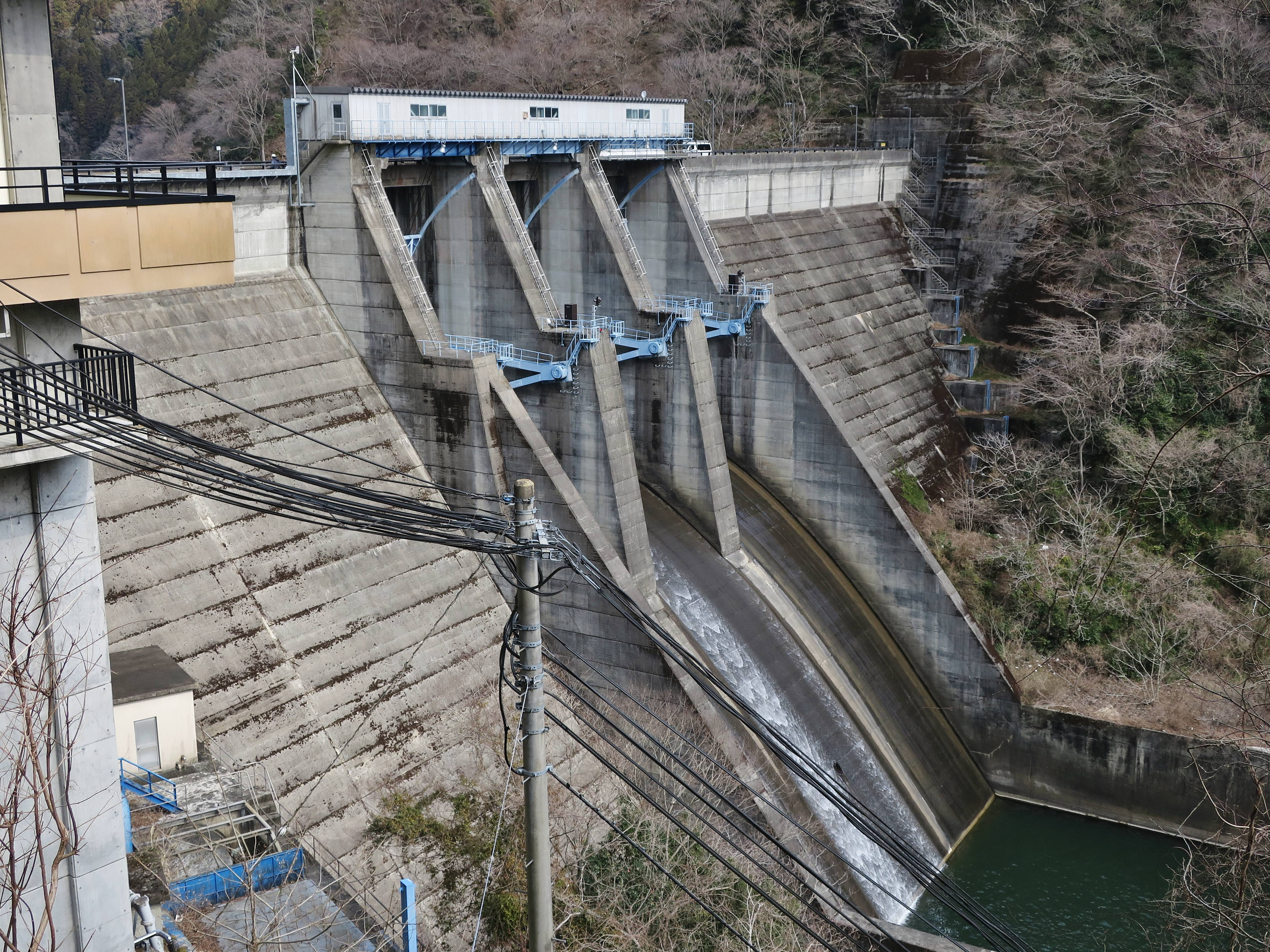
高柴ダム
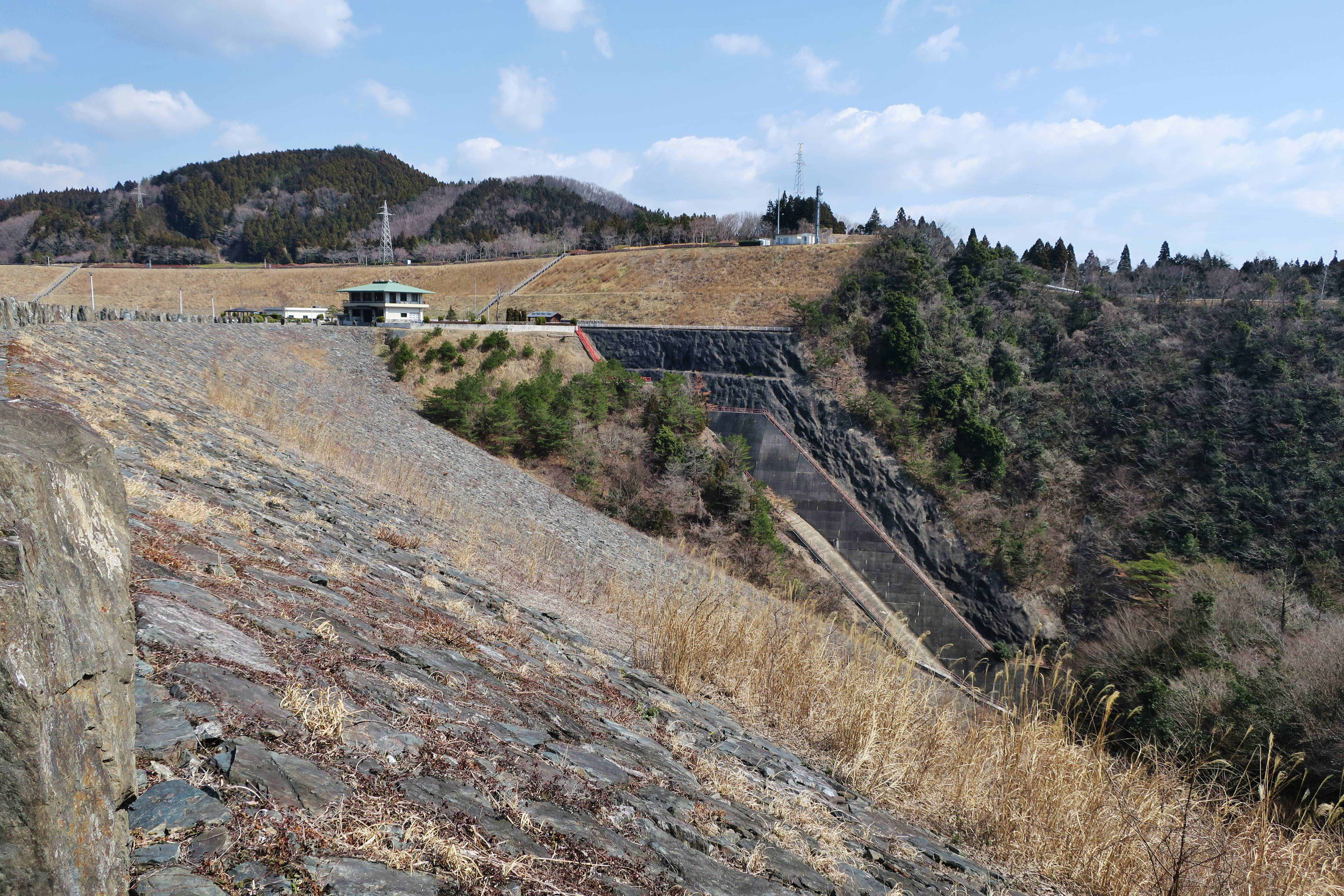
四時ダム（四時川）

### 発電所一覧
| 発電所名   | 河川名 （水系） | ダム式 /水路式 | 運用開始年         | 最大出力 （kW） | 有効落差 /水量       | 所在地         | 事業者   | 位置                                                                                   | 備考 |
| ---------- | --------------- | -------------- | ------------------ | --------------- | -------------------- | -------------- | -------- | -------------------------------------------------------------------------------------- | ---- |
| 鮫川       | 鮫川            | 水路           | 1940年（昭和15年） | 2,600           | 69.30 m / 4.75 m3/s  | 福島県古殿町   | 東北電力 | 北緯37度02分15秒 東経140度37分17秒 / 北緯37.03738067480983度 東経140.6214988171078度   |      |
| 柿の沢     | 鮫川            | 水路           | 1955年（昭和30年） | 5,120           | 100.20 m / 6.00 m3/s | 福島県いわき市 | JX金属   | 北緯37度00分04秒 東経140度42分36秒 / 北緯37.001061964936966度 東経140.70990636977024度 |      |
| 高柴ダム   | 鮫川            | ダム           | 1985年（昭和60年） | 1,600           | 31.30 m / 6.50 m3/s  | 福島県いわき市 | 福島県   | 北緯36度57分21秒 東経140度44分00秒 / 北緯36.955700587251066度 東経140.73327056427678度 |      |
| 四時川第一 | 四時川          | 水路           | 1922年（大正11年） | 4,000           | 122.00 m / 4.00 m3/s | 福島県いわき市 | 東北電力 | 北緯36度55分57秒 東経140度41分05秒 / 北緯36.93243312074099度 東経140.68470308972366度  |      |
| 四時川第二 | 四時川          | 水路           | 1927年（昭和2年）  | 1,230           | 104.24 m / 1.67 m3/s | 福島県いわき市 | 東北電力 | 北緯36度55分33秒 東経140度39分24秒 / 北緯36.92569876590859度 東経140.65680536191007度  |      |
| 小川       | 四時川          | 水路           | 1922年（大正11年） | 2,400           | 106.70 m / 2.85 m3/s | 福島県いわき市 | 東北電力 | 北緯36度54分13秒 東経140度43分11秒 / 北緯36.90353211877472度 東経140.7198247596733度   |      |

- 出典・参考リンク
  - “水力発電所データベース”.   電力土木技術協会. 2017年3月20日閲覧。

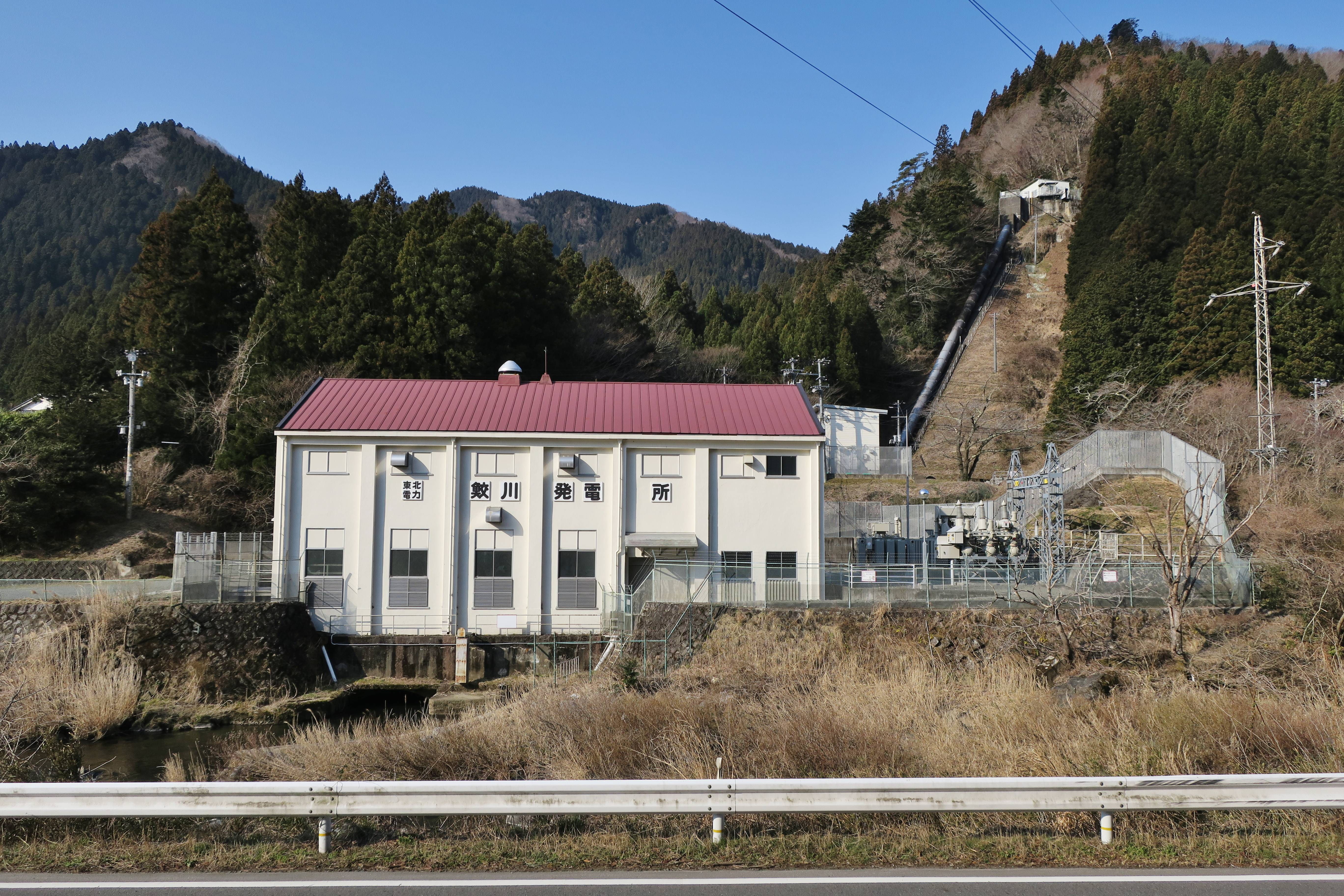
鮫川発電所
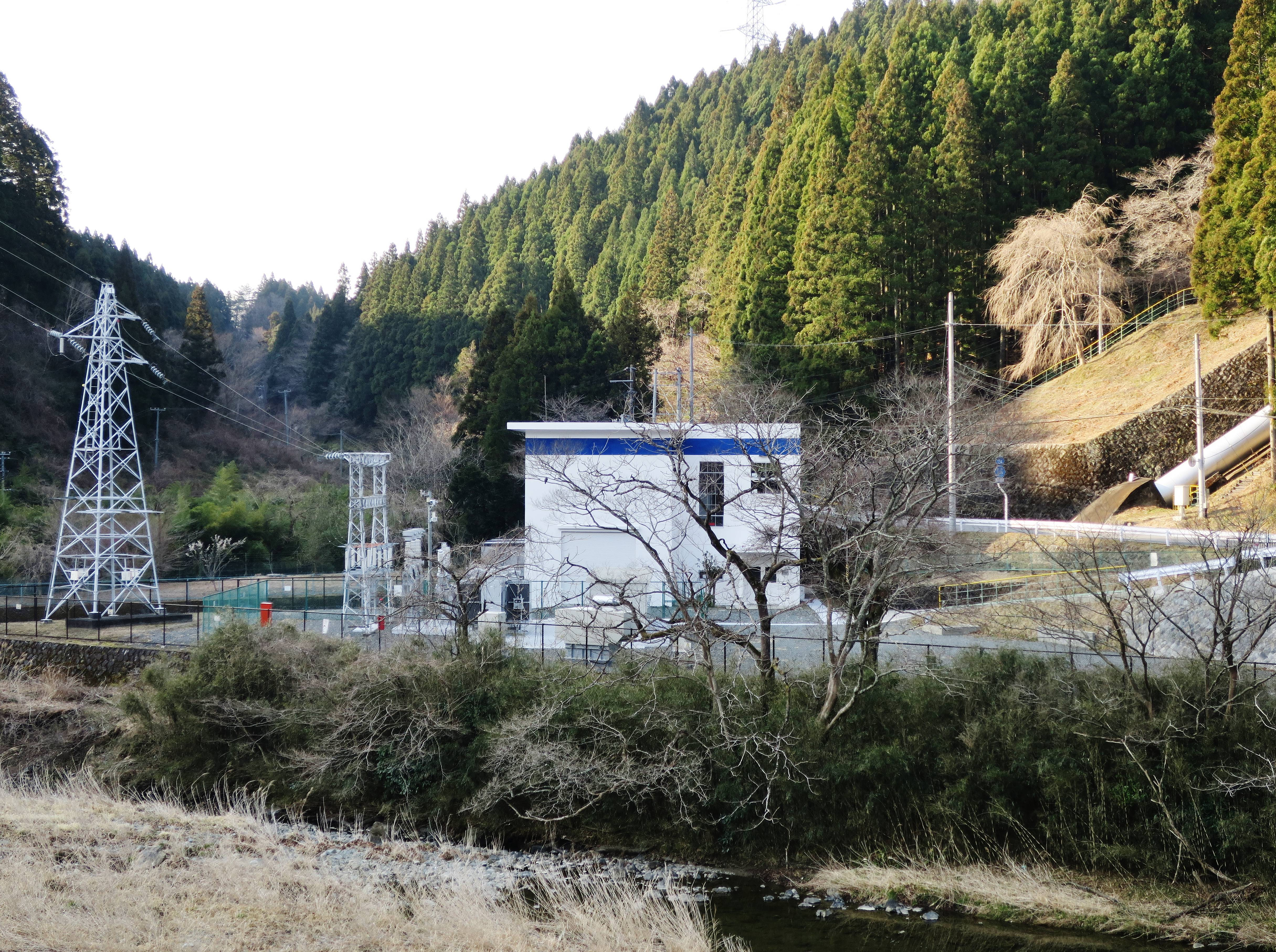
柿の沢発電所
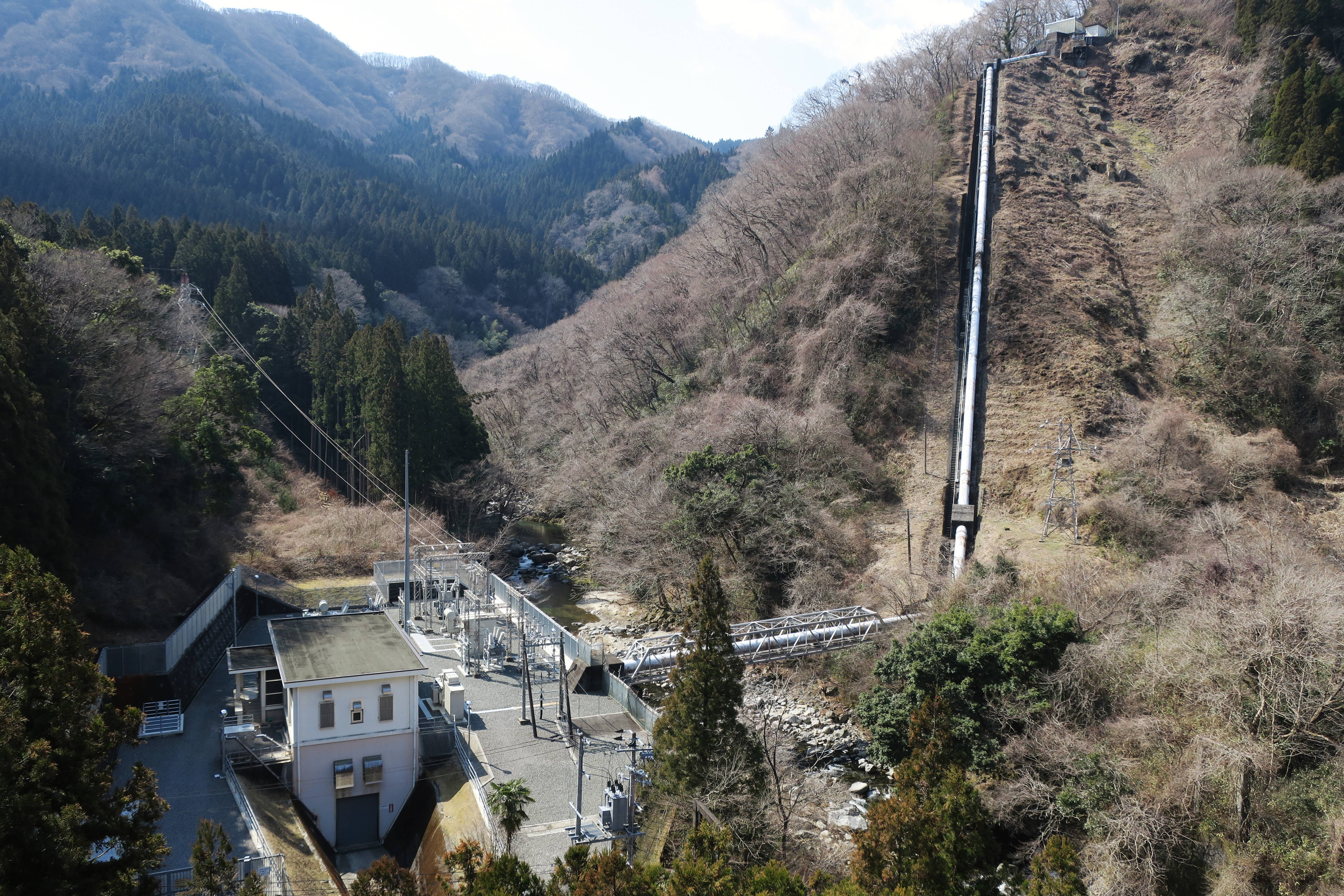
四時川第一発電所
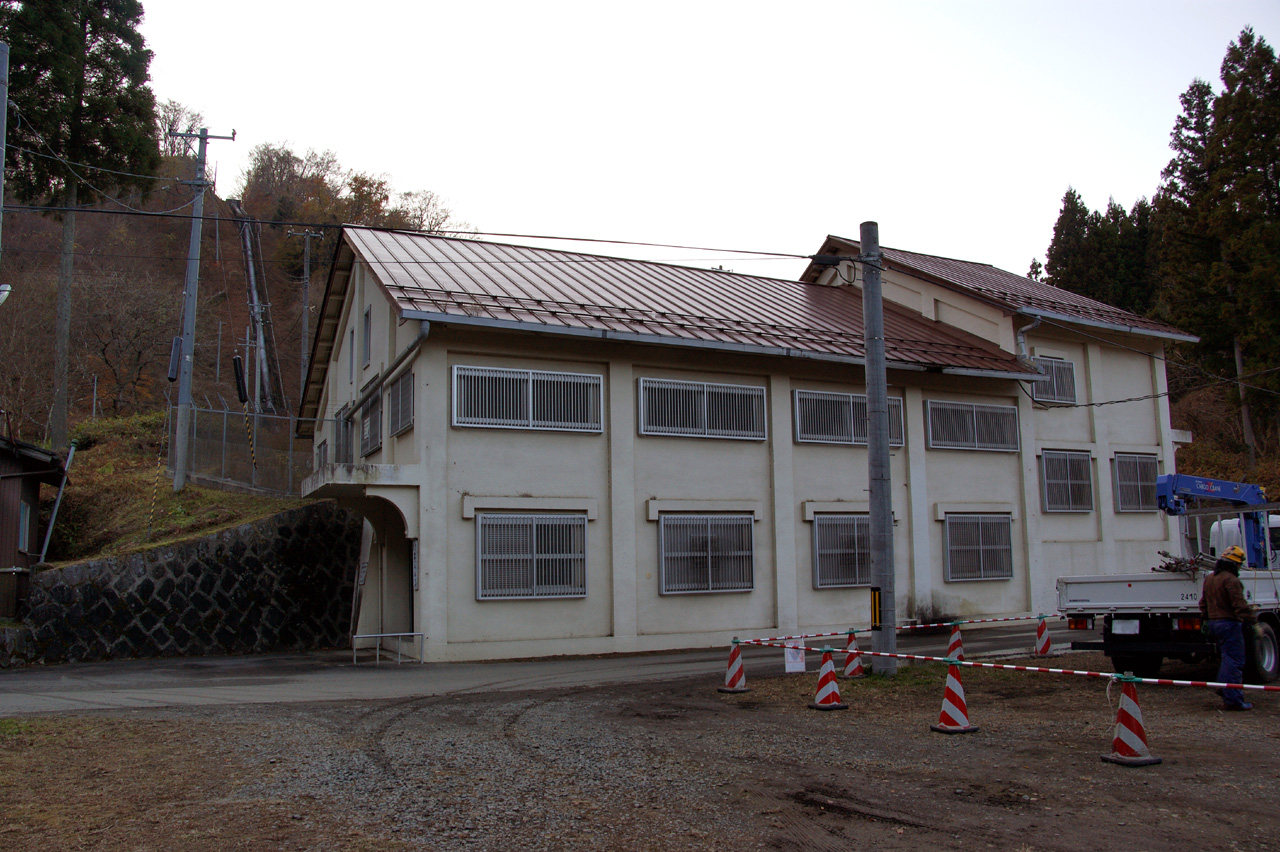
四時川第二発電所
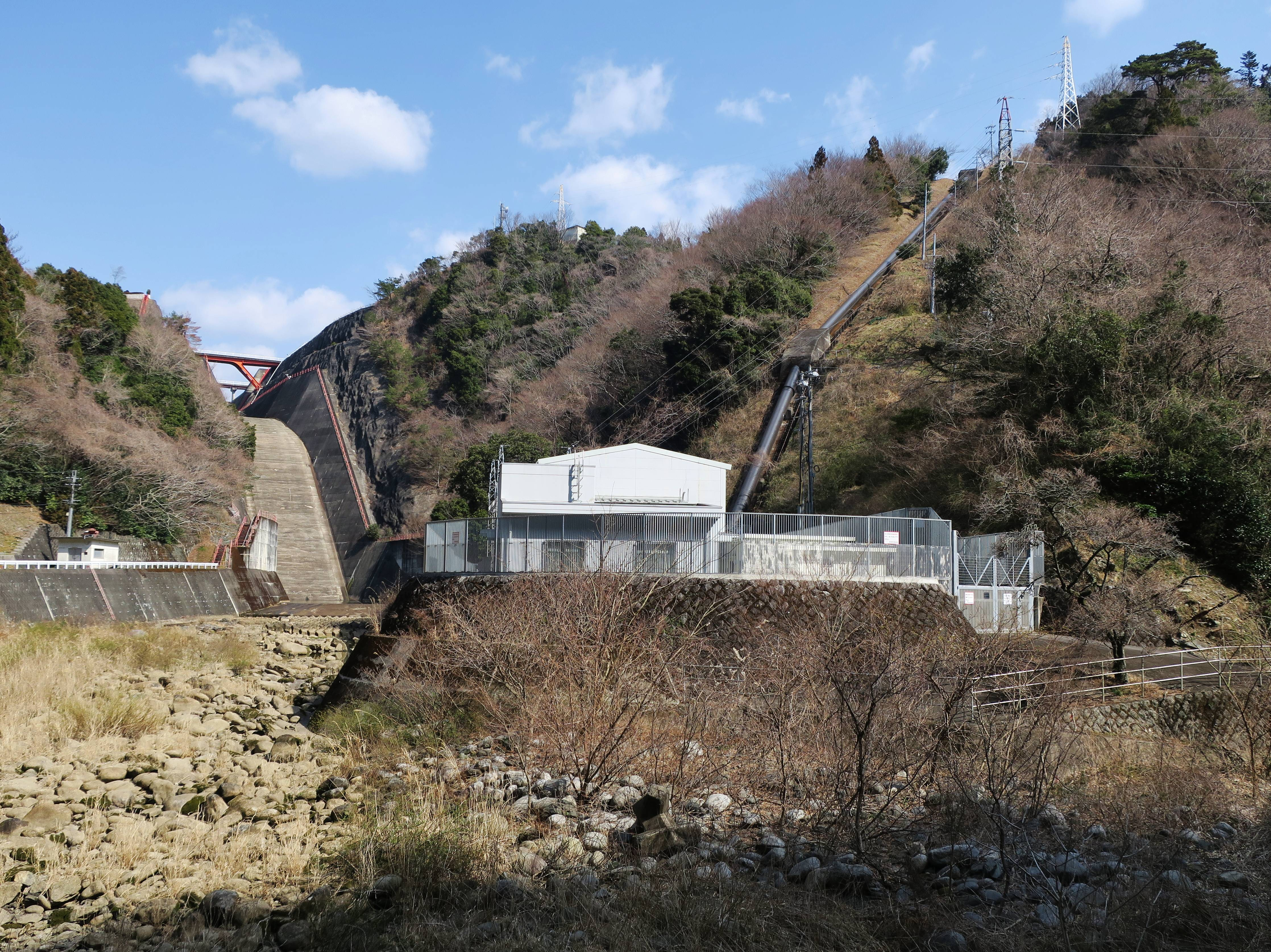
小川発電所